# أحمد عبيد محمد
أحمد عبيد محمد عبيد (1915- 14 فبراير 1994) صحفي وناشر ومفكر سعودي حجازي.

## النشأة والتعليم
من مواليد المدينة المنورة في عام 1334هـ، وقد نشأ وتعلم في الكتاتيب وفي حلقات الدروس في المسجد النبوي الشريف، وكان من أساتذته الشيخ عبد القادر شلبي، وأخذ الشهادة الابتدائية من المدرسة السعودية بالمدينة المنورة. وفي عام 1350هـ التحق بالمدرسة اللاسلكية بجدة وتخرج منها.

## الوظائف
عمل في السلك اللاسلكي حتى أصبح بمرتبة مدير في السلك اللاسلكي. ثم عمل في وزارة المالية حيث شغل عدة وظائف بها منها مفتش عام الماليات والجمارك في جنوب المملكة ثم مديراً لمالية القنفذة والظفير ومفتشا مركزيا بوزارة المالية، ثم رئيساً لديوان الموظفين العام بوزارة المالية، ثم مفتشاً عاما للجمارك والماليات في الحدود الشمالية والشرقية، ثم وكيلا تجاريا للمملكة العربية السعودية في الكويت، ثم أمينا عاما للجمارك في المنطقة الشرقية بالظهران، ثم مديراً عاما لوزارة الزراعة.[بحاجة لمصدر]

## مع الصحافة
وبعد انتهاء حياته الوظيفة اتجه للأعمال الحرة فقام بتأسيس مؤسسة الطباعة والصحافة والنشر بجدة، حيث قام بإصدار مجلة «الرياض» المصورة وتعتبر أول مجلة مصورة تصدر في المملكة العربية السعودية. وكان ذلك عام 1373هـ. وبعد عام واحد من صدورها توقفت عن الصدور. ويعد أحمد عبيد من أوائل من أدخل المطابع الأوتوماتيكية إلى المملكة. وكذلك من أوائل من أدخل صف الحروف آلياً، وأول من أدخل الزنكوغراف المتطور والحديث.
ثم أصدر في مصر مجلة صرخة العرب المصورة الأسبوعية وكان ذلك عام 1955م/1374هـ، وكانت مجلة سياسية جامعة، وأيضا توقفت عن الصدور بعد إصدار عشرة أعداد منها.
كما كان له نشاط ملموس في دنيا الأدب والصحافة، فهو أحد الكتاب الأوائل في مجال الكتابة الاجتماعية الصادقة، والذي تميز بالحس الوطني الذي كان ينشد المصلحة العامة والبناء. حيث كتب مقالات يومية وعلى مدى سنوات، فقد كان يكتب في جريدة الندوة تحت عنوان «رأي الشعب». وفي جريدة البلاد تحت عنوان «صراع المبادئ». كما ساهم في تحرير مجلة المنهل.

## دفاعه عن آرائه السياسية والاجتماعية
تناقش مع الملك فيصل بن عبد العزيز في منزل كمال أدهم (مدير المخابرات السعودية وخال الملك) أمام مائة وخمسين مدعواً، ضاق فيها الملك بالرأي الآخر.
وبسبب أرائه السياسية والاجتماعية أحيل لمحاكمة حاكمه فيها اللواء سليمان الجارد مدير الأمن العام، واللواء سعيد الكردي مدير الاستخبارات العامة، وإبراهيم الشورى مدير الإِعلام العام. وانتهت بمنعه من الكتابة.
سافر بعدها أحمد عبيد إلى الرياض ليسترضي الملك فيصل. كان الحديث صريحاً وواضحاً. عن الرأي والرأي الآخر وما تمثِّله (الشورى) بلقاء الرأيين في مصلحة عامة يحرص ولاة الأمر والمواطنون عليها، وختام الحديث بيننا في ذلك اللقاء كان على النحو التالي:
«مبرري في الكلمة أنني مخلص، أقف على أرض بيضاء وإنَّك لتعلم ذلك ولكن من يعمل يخطئ ويصيب، فهل أنا مذنب فأستغفر الرب؟ أو مخطئ فأبوء بالذنب؟»
فقال الملك فيصل:
«لا، أنت لم تخطئ، ولو أخطأت قَوَّمْنَاك... ولكن عندك غلط في التوقيت. فكل أمر يَتَقَدَّمُ وقتَه يضر، وكل أمرٍ يَتَأخَّر عن وقته لا ينفع»
ويعلق أحمد عبيد على رد الملك قائلاً: «بذلك في رأيي عَبَّر الملك فيصل عن الرأي والرأي الآخر: إنهما مسألة وقت يأتي. وقرار زمنٍ قادمٍ إن شاء الله.»
وكان شاعرا وتعد مرثيته في سيد قطب من أبرز أعماله. ومما قاله فيها:
رحمة الله تغشاك ، وسلامه عليك يوم يلقاك ، 

وفي الشهداء والخالدين زمرتك في يوم الخلود.

كيف لمثلي أن ينعاك وأنت أكبر من النعي ؟ 

وأنى لي أن أرثيك وأنت أعظم من الرثاء !؟ 

أفي الكلمات ما يفي بحقك ؟

أفي التفجع ما ينهض لك في كلمة وداع ؟

أم أنها خفقات قلب على قلبك الطاهر ؟ 

وفجيعة نفس التقت بنفسك الزكية في " ظلال القرآن ؟ 

.......

## حياته الاجتماعية
والسيد أحمد عبيد متزوج وله من الأبناء أربعة هم:
1. السيد طاهر أحمد، وكان وكيل وزارة الزراعة والمياه سابقاً.
2. الدكتور إبراهيم أحمد وكان وكيل وزارة البريد والهاتف لشؤون البرق سابقاً.
3. السيد عصام أحمد عبيد.
4. السيد محمد أحمد عبيد.

كما له أربعة من البنات أكبرهن هي
1. الدكتورة ثريا أحمد عبيد وكانت نائب الأمين التنفيذي للجنة الاجتماعية والاقتصادية لغربي أسيا التابعة للأمم المتحدة ثم نائبة الأمين العام للأمم المتحدة والمديرة التنفيذية لصندوق الأمم المتحدة للسكان. وبناته
2. فدوى
3. ثناء
4. ثروة.

## وفاته
توفى يوم الاثنين 4 رمضان 1414 هـ الموافق 14 فبراير 1994. ودفن بالمدينة المنورة.